# Костянтинівка (Первомайська селищна громада)
Костянти́нівка —  село в Україні, у Первомайській селищній громаді Миколаївського району Миколаївської області. Населення становить 415 осіб.

## Населення
Згідно з переписом УРСР 1989 року чисельність наявного населення села становила 436 осіб, з яких 204 чоловіки та 232 жінки.
За переписом населення України 2001 року в селі мешкало 411 осіб.

### Мова
Розподіл населення за рідною мовою за даними перепису 2001 року:
| Мова       | Відсоток |
| ---------- | -------- |
| українська | 82,89 %  |
| російська  | 10,36 %  |
| молдовська | 4,10 %   |
| циганська  | 1,45 %   |
| білоруська | 0,48 %   |
| польська   | 0,24 %   |
| інші       | 0,48 %   |